# استرا مکرتومیان
استرا مکرتومیان (ارمنی: Էսթերա Մկրտումյան؛  زادهٔ ۲۱ آوریل ۱۹۷۶) یک لغت‌شناس و دیپلمات اهل ارمنستان است که از تاریخ ۲۰۱۷ تا تاریخ ۲۰۲۱ سمت سفیر ارمنستان در کشورهای آرژانتین، اروگوئه، پاراگوئه، شیلی و پرو را برعهده داشت.

## زندگی‌نامه
در ۲۱ آوریل ۱۹۷۶ در ایروان به دنیا آمد و از دانشگاه دولتی ایروان فارغ‌التحصیل شد. وی برنده جوایزی همچنین مدال مخیتار گوش شده است. به زبان‌های ارمنی، انگلیسی، اسپانیایی و روسی تسلط دارد.

## سمت‌ها
- سفیر ارمنستان در آرژانتین (۲۰۱۷–۲۰۲۱)
- سفیر ارمنستان در اروگوئه (۲۰۱۷–۲۰۲۱)
- سفیر ارمنستان در پاراگوئه (۲۰۱۹–۲۰۲۱)
- سفیر ارمنستان در پرو (۲۰۱۷–۲۰۲۱)
- سفیر ارمنستان در شیلی (۲۰۱۷–۲۰۲۱)